# Diplonotos costulatus
Diplonotos costulatus är en mossdjursart som beskrevs av Canu och Bassler 1930. Diplonotos costulatus ingår i släktet Diplonotos och familjen Bifaxariidae. Inga underarter finns listade i Catalogue of Life.